# Johannes Kentmann

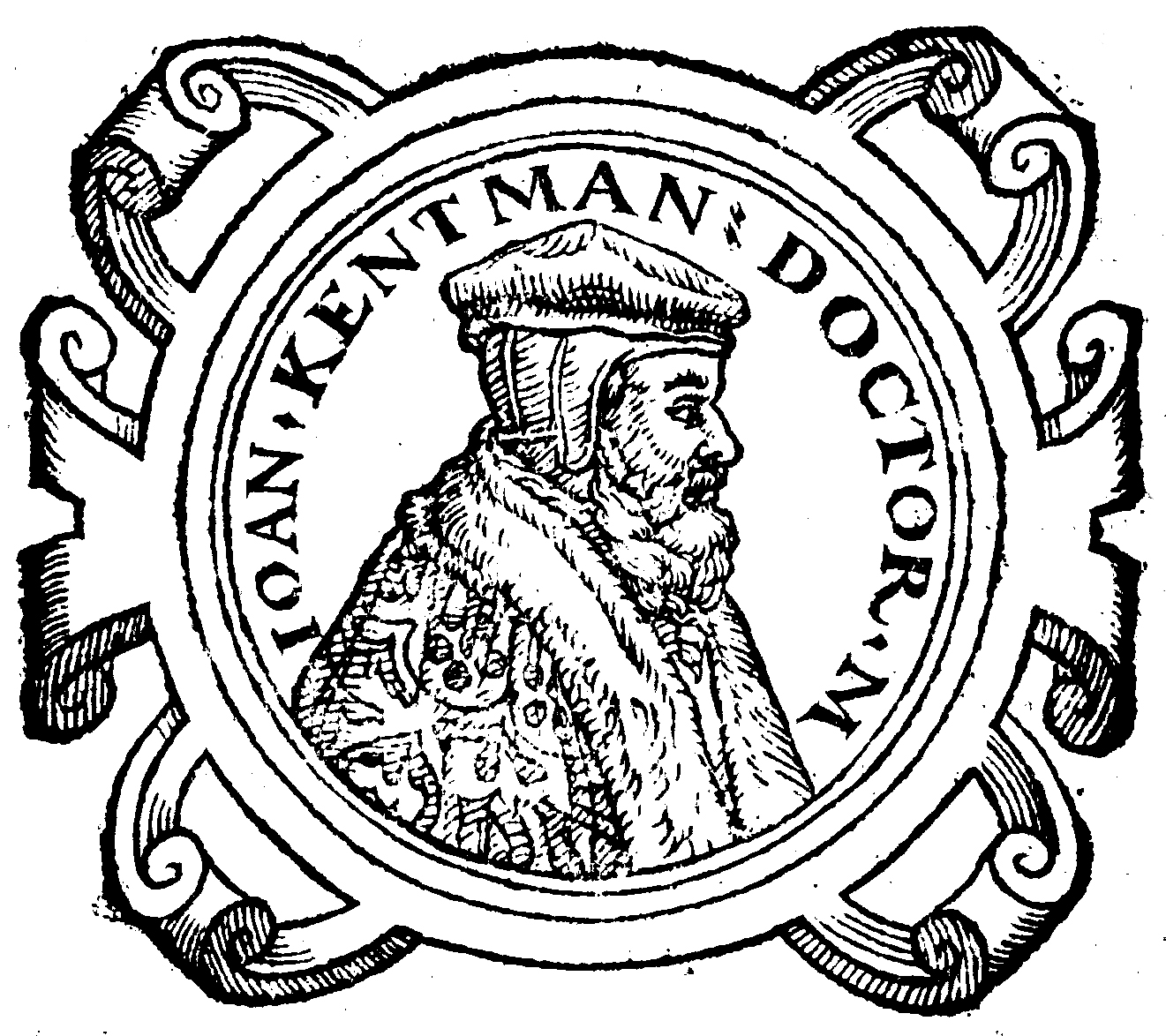
Johannes Kentmann

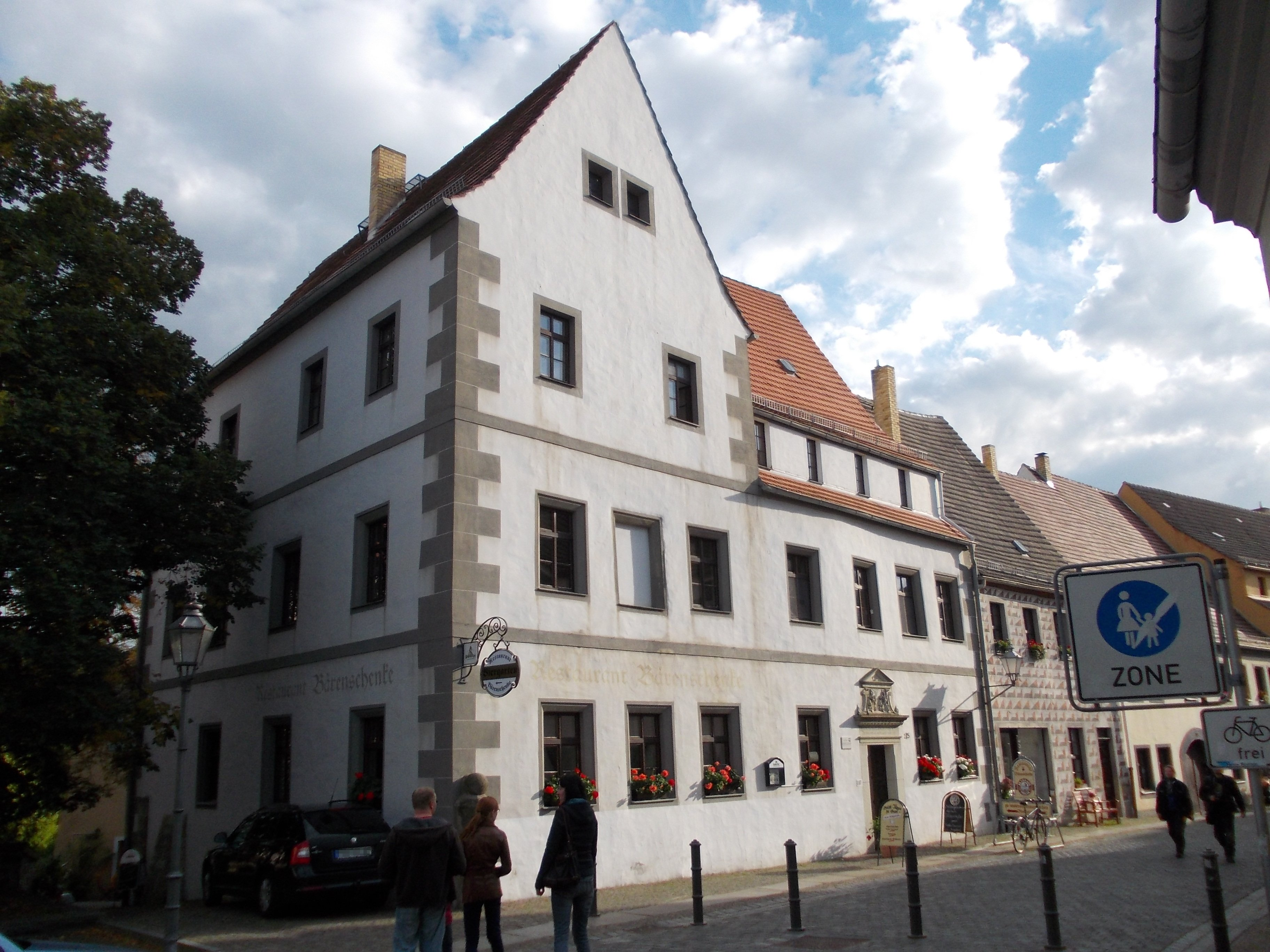
Kentmannhaus in Torgau

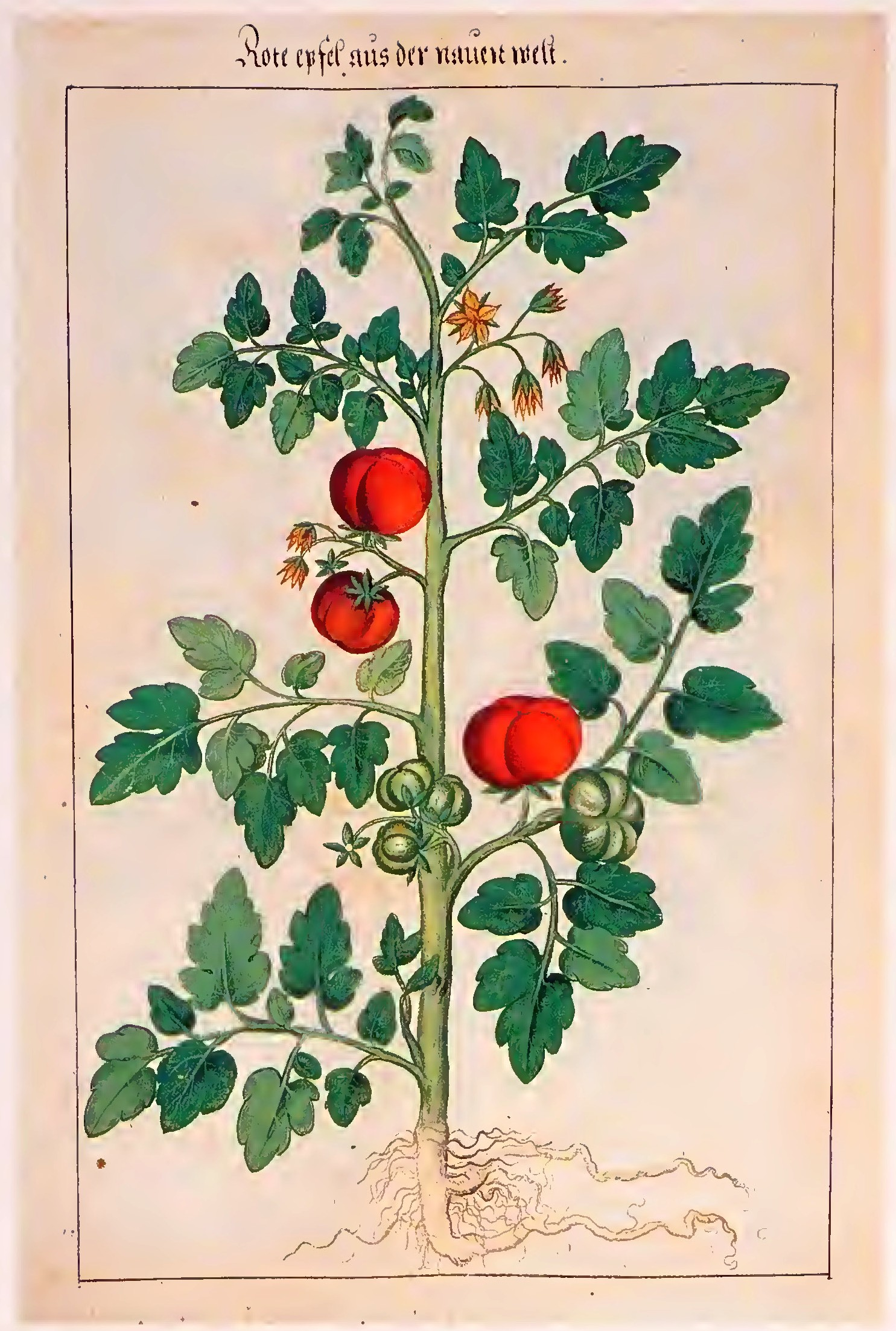
Kreutterbuch von 1563

Johannes Kentmann (* 21. April 1518 in Dresden; † 14. Juni 1574 in Torgau) war ein deutscher Mediziner und Naturforscher.

## Leben
Johannes Kentmann wurde geboren als Sohn des Kürschners und Dresdner Ratsherrn sowie mehrmaligen Bürgermeisters Christoph Kentmann und seiner Frau Martha. Sein Bruder Christoph Kentman war ebenfalls Mitglied des Rates und ab 1556 Bürgermeister von Dresden.
Zuerst die Schule in Dresden besuchend, erfolgte das 1532 bis 1534 in Annaberg, wo er bei dem Schulreformer Johannes Rivius Unterricht erhielt. Von 1538 bis 1540 lässt sich Kentmann als Schüler an der Nicolaischule Leipzig nachweisen. Hier war der, sich sehr für Mineralien, aber auch Botanik interessierende Wolfgang Meurer sein Lehrer. Im Anschluss daran begann Kentmann in Leipzig ein Studium der Medizin, wo er Schüler des berühmten Heinrich Stromer von Auerbach war. 1542 wechselte Kentmann an die Universität Wittenberg. Hier gehörten zu seinen Lehrern der Mediziner und Physiker Melchior Fendt sowie die Anatomen Jacob Milichius und Augustin Schurff. 1546 beendete Kentmann das Studium mit dem Erwerb des Magister artium in Leipzig. Sich zusammen mit mehreren Studenten, so Christoph Leuschner und Johann Brambach auf dem Weg nach Italien aufmachend, verweilte er offenbar kurze Zeit an der St.-Lorenz-Schule in Nürnberg. In Italien weilte Kentmann schließlich einige Zeit in Padua und Bologna, wo er seine Studien fortführte, besuchte allerdings auch Rom, Pisa und Venedig. Am 2. September 1549 wurde er in Bologna zum Doktor der Medizin promovierte. Danach trat Kentmann seine Heimreise an, während der er Conrad Gessner besuchte. Kentmanns Interesse für die Naturgeschichte wurde durch seinen Aufenthalt in Padua sehr gefördert, wo er dem Direktor des Botanischen Gartens bekannt gemacht wurde.
Nach seiner Rückkehr in die Heimat, offenbar kurz als Arzt in Dresden wirkend, wurde Kentmann am 11. November 1550 Stadt- und Schularzt an der Fürstenschule Sankt Afra in Meißen. Hier ging er 1551 die Ehe mit Magdalena Sporer ein. 1554 wechselte er nach Torgau und wurde dort Stadtarzt sowie kurfürstlicher Leibarzt. Zuerst im Ärztehaus des Rates am Kirchhof wohnend, vermochte der ökonomisch sehr erfolgreich agierende Kentmann schließlich 1566 ein eigenes großes Haus (heute: Schloßstraße 25) erwerben. Die Stellung in Torgau behielt Kentmann bis zu seinem Tode 1574.

## Werke
In seinen Werken beschäftigte sich Johannes Kentmann mit Medizin, Biologie, Botanik und Mineralogie. Er verfasste im Auftrag von Kurfürst August ein 1563 veröffentlichtes Kräuterbuch, das etwa 600 Kräuter beschreibt und mit Illustrationen des Torgauer Künstlers David Redtel ausgeschmückt wurde. Des Weiteren verfasste Kentmann Werke über das richtige Verhalten beim Auftreten der Pest sowie über Steine im menschlichen Körper. Ein Teil seiner Medikamentenrezepte fand 1584 Aufnahme in dem von Kurfürstin Anna von Sachsen zusammengestellten Arzney Buch.
Ein weiteres Interessengebiet des Wissenschaftlers waren Mineralien und Gesteine. Er stellte eine umfangreiche Sammlung von Gesteinen und Mineralien zusammen, meist aus dem sächsischen Raum, die er nach dem System von Georgius Agricola ordnete. Seinen Katalog mit über 1600 Exemplaren veröffentlichte Conrad Gessner 1565 in De omni rerum fossilium. Diese Veröffentlichung stellt die erste erhaltene vollständige Darstellung einer Mineral- und Gesteinssammlung dar.

## Gedenken
In Torgau sind ein Krankenhaus und ein Kunst- und Kulturverein, der eine Ausstellung über 500 Jahre Torgauer Medizingeschichte betreibt, nach ihm benannt.

## Schriften (Auswahl)
- Ein Kurtz nutz vñd sehr tröstlich Regiment wie sich inn der zeit der Pestilentz zu halten sey auff das fleissigst vnd treulichst gestelt vnd an tag gegeben Zu Ehren vnd Nutzbarkeit dem […] Radt vnd Bürgerschafft der Churfürstlichen Stadt Meissen. Nikolaus Wolrab, Dresden 1553 (Digitalisat).
  - Ein kurtz, nütz, vnd sehr tröstlich Regiment, wie man sich mit der hülffe Gottes, vor der schwinden vnd gifftigen Seuch der Pestilentz behüten, vnd so jemand damit angegriffen würde, was mittel man daruor brauchen sol, Auff das trewlichste, vnd vleissigste gestellet, vnd jtzund auff das newe widerumb vbersehen, zu nutz vnd gute, alle denen, so dis lesen, oder bedörffen. Peter Seitz, Wittenberg 1568 (Digitalisat).
- Kreutterbuch. Von sechshundert schonen auserlesenen hielendischenn, vnd fremden Gewechsen, Beumen, Stauden, Hecken, vnd Kreuttern, so mit iren blumen samen blettern vnd wortzelen auff befelich Augusti hertzogen tzu sachssen, Churfurst, auff das vleisigiste, vnd eigentlichste conterfet vnd tzusammen bracht. Torgau 1563 (Digitalisat).
- Calculorum, qui in corpore ac membris hominum innascuntur genera XII. Zürich 1565 (Digitalisat).
- Catalogus rerum fossilium. In: Conrad Gessner: De omni rerum fossilium genere, gemmis, lapidibus, metallis et huiusmodi libri aliquot. Jakob Gessner, Zürich 1566 (Digitalisat)